# رون اندرسون (بسکتبال، زاده ۱۹۵۸)
رون اندرسون (انگلیسی: Ron Anderson؛ زادهٔ ۱۵ اکتبر ۱۹۵۸) بازیکن بسکتبال اهل ایالات متحده آمریکا است.
از باشگاه‌هایی که در آن بازی کرده‌است می‌توان به فیلادلفیا سونتی‌سیکسرز، واشینگتن ویزاردز، بروکلین نتس، و ایندیانا پیسرز اشاره کرد.